# John Bartier
Pour les articles homonymes, voir Bartier.
John Bartier, né à Leek en Angleterre le 24 septembre 1915 et mort à Bruxelles le 14 janvier 1980, est un historien belge.

## Biographie
John Bartier fait ses études secondaires à l'Athénée Fernand Blum de Schaerbeek (Bruxelles). En 1934, il intègre l'Université libre de Bruxelles dont il sort licencié en histoire médiévale et agrégé de l'enseignement secondaire supérieur en 1938. Il enseigne par la suite aux Athénées de Forest (Bruxelles), de Mons et d'Anvers. Blessé et fait prisonnier lors de la Campagne des 18 jours, il passe quelque temps en Allemagne dans un stalag. À la Libération, John Bartier devient assistant à l'École des sciences  politiques et sociales. En 1950, il est proclamé docteur en philosophie et lettres. Chargé de cours à l'U.L.B., il devient professeur extraordinaire en 1953 et accède à l'ordinariat en 1956, à la faculté des sciences sociales, politiques et économiques. Il a enseigné notamment l'histoire de Belgique, les institutions belges et l'histoire de l'Église à l'époque contemporaine.
Initié en 1951 dans la loge maçonnique Prométhée, John Bartier effectua de nombreuses recherches concernant la franc-maçonnerie, la laïcité et le libre examen.
Ses autres recherches historiques portaient essentiellement sur la politique des ducs de Bourgogne à la fin du Moyen Âge, sur le libéralisme et sur le socialisme au XIXe siècle ainsi que sur l'histoire de l'Université Libre de Bruxelles et sur la vie estudiantine à l'ULB.
Il est mort le 14 janvier 1980. 
Un hommage lui fut rendu à l'ULB en 1991.

## Publications (liste non exhaustive)
- « L'Ascension d'un marchand bourguignon au XVe siècle : Odot Molain », in Annales de Bourgogne, tome XV, 1943, p. 185-206.
- Charles le Téméraire, Bruxelles, Charles Dessart, 1944, ; réédition revue et augmentée, avec une iconographie rassemblée par Anne Rouzet, en 1970, [compte rendu en ligne].
- Libéralisme et socialisme au XIXe siècle, études rassemblées et publiées par Guy Cambier, Bruxelles, Éditions de l'Université Libre de Bruxelles, 1981
- Laïcité et franc-maçonnerie, études rassemblées et publiées par Guy Cambier, Bruxelles, Éditions de l'Université Libre de Bruxelles, 1981
- Odilon Delimal - Un journaliste franc-tireur au temps de la première Internationale, édité et présenté par Francis Sartorius, Bruxelles, Éditions de l'Université de Bruxelles, 1983; 232 p. (+ 16 pages d'ill.).
- Fourier en Belgique, édité et présenté par Francis Sartorius, Bruxelles, Bibliothèque de l'Université Libre de Bruxelles & Du Lérot, éditeur, 2005
- Légistes et gens de finances au XVe siècle : les conseillers des ducs de Bourgogne Philippe le Bon et Charles le Téméraire, Bruxelles, 1955 (Académie royale de Belgique, Classe des Lettres, Memoires, L, fasc. 2).
- Bourguignons en Flandre et Flamands en Bourgogne au temps des ducs Valois; in: Publications du Centre Européen d’Etudes Burgondo-médianes, II; Bâle,1960; pp. 68-75.